# Deep Inside Traci
Deep Inside Traci är en amerikansk pornografisk film från 1986, regisserad av Wolfgang Gower. Huvudroll i filmen har Traci Lords, som året filmen spelades in skulle fylla 18 år. I filmen förevisas män sexuella scener, i en sexklinik. Filmen har sagts innehålla Traci Lords bästa scener.

## Medverkande
- Traci Lords
- Christy Canyon
- Gina Valentino
- Heather Wayne
- Je T'Aime
- Rachel Ryan
- Stacey Donovan